# Кендра Ласт
Кендра Ласт (англ. Kendra Lust; 18 вересня 1978 року, Медісон Гайтс, Мічиган, США) — американська порноакторка і порнорежисерка. Власниця виробничої компанії Lust Army Productions.

## Життєпис
Народилася в Мічигані. Має франко-канадські та італо-американські корені. 
Щоб оплатити навчання в коледжі, виступала в стриптиз-клубах півтора року. Здобула ступінь бакалавра за спеціальністю медичної сестри. Пропрацювала медсестрою більше 7 років.
Одружена з колишнім офіцером поліції. Має дочку. Преса приписувала Кендрі стосунки з Джоном Сіною, через що нібито зруйнувався його шлюб, хоча Ласт все заперечувала.
Захоплюється боксом і MMA. У 2018 році викликала на поєдинок бійчиню змішаних єдиноборств Анхелу Маганью, проте бій так і не відбувся.

### Порноіндустрія
До потрапляння в порноіндустрію три місяці була вебмоделлю. Зніматися почала у віці 33 років з березня 2012 року. У 2015 році Ласт відкрила агентство Society 15. У тому ж році знялася в першій сцені анального сексу для порносайту Tushy.com. Вона також володіє виробничою компанією Lust Army Productions. Перший порнофільм студії «1st Anal Lust» був випущений 28 березня 2016 року. На даний час знімається в MILF.
За даними на 2018 рік знялася в 372 порнофільмах.

## Вибрана фільмографія
Деякі роботи:
- Archangels[23],
- Big Ass White Girls[24],
- Booty Lust[25],
- Cougar Tutors[26],
- Hot Bodies[27],
- I Want To Bang My Mother In Law[28],
- Kendra Lust Fucks Couples[29],
- Kendra's Angels[30],
- MILF Tits[31],
- Modern MILFs 2[32],
- Older Woman Younger Guys[33],
- Pour It On! 3[34],
- True Lust[35],,
- Winner's Circle[36].

## Премії і номінації
| Рік  | Премія     | Результат | Категорія | Фільм                        |
| ---- | ---------- | --------- | --- | ---------------------------- |
| 2013 | XBIZ Award | Номінація | MILF-виконавиця року | Н/Д                          |
| 2014 | AVN Award  | Номінація | Краща сцена групового сексу (разом з Крісті Мак, Келлі Медісон, Анніка Олбрайт, Бруклін Чейз, Jacky Joy, Ромі Рейн і Райаном Медісоном) | The Madison's Mad Mad Circus |
| 2014 | AVN Award  | Номінація | MILF-виконавиця року | Н/Д                          |
| 2014 | XBIZ Award | Номінація | MILF-виконавиця року | Н/Д                          |
| 2015 | AVN Award  | Номінація | MILF-виконавиця року | Н/Д                          |
| 2015 | AVN Award  | Номінація | Кращий сайт порнозірки | KendraLust.com               |
| 2015 | XBIZ Award | Перемога  | MILF-виконавиця року | Н/Д                          |
| 2015 | XRCO Award | Номінація | MILF року | Н/Д                          |
| 2016 | AVN Award  | Номінація | Краща сцена анального сексу (разом з Міком Блу)                                                                                         | Miss Tushy                   |
| 2016 | AVN Award  | Номінація | Краща сцена триолизма — М/М/Ж (разом з Шоном Майклсом і Prince Yahshua)                                                                 | True Lust                    |
| 2016 | AVN Award  | Перемога  | MILF-виконавиця року | Н/Д                          |
| 2016 | AVN Award  | Перемога  | Найгарячіша MILF (премія шанувальників)                                                                                                 | Н/Д                          |
| 2016 | XBIZ Award | Перемога  | MILF-виконавиця року | Н/Д                          |
| 2016 | XBIZ Award | Номінація | Краща сцена сексу — Vignette Release (разом з Ніколь Еністон і Chad White)                                                              | 2 Chicks Same Time Vol. 20   |